# Hypocalymma angustifolium
Hypocalymma angustifolium là một loài thực vật có hoa trong Họ Đào kim nương. Loài này được (Endl.) Schauer mô tả khoa học đầu tiên năm 1843.